# Çyshk
Çyshk (albanska: Qushkë, Çushkë, Ãushkë, Qyshk) är ett samhälle i Kosovo. Det ligger i den västra delen av landet, 70 km väster om huvudstaden Priština. Çyshk ligger 480 meter över havet och antalet invånare är 1 481.
Terrängen runt Çyshk är varierad. Runt Çyshk är det ganska tätbefolkat, med 222 invånare per kvadratkilometer. Närmaste större samhälle är Pejë, 4,1 km väster om Çyshk. Trakten runt Çyshk består till största delen av jordbruksmark.